# Flint: Skrivnost časa
Flint: Skrivnost časa je japonska anime televizijska serija režiserja Hirošija Fukutomija. Temelji na mangi Hidekija Sonode in Akire Yamauchija, izdal pa jo je Bros. Comics na Japonskem. Izdelana je bila tudi druga manga v Comic Bom Bom, ki je bila izdana kot posebna promocija za anime. Anime je bil predvajan na Japonskem od leta 1998 do 1999 na TV Tokyo in je imel 39 epizod.

## V Sloveniji
serija je bila poleti 2005 predvajana na RTV SLO.